# Assur (postać biblijna)
Aszszur lub Assur (hebr. אַשּוּר) − według Biblii drugi syn Sema (a wnuk Noego), brat Elama, Arfachsada, Luda i Arama, (Rdz 10, 22).